# Hjalmar
Hjalmar er et dansk drengenavn af islandsk oprindelse, der betyder hjelmbærende soldat eller den hjelmbærende kriger.
Jf. Danmarks Statistik var der den 1. januar 2007 217 mænd med navnet Hjalmar i Danmark, mod 222 i 2006.

## Kendte personer med navnet
- Hjalmar Andersen, dansk missionær i Etiopien
- Hjalmar Branting, svensk statsminister og modtager af Nobels fredspris
- Hjalmar Christensen, norsk forfatter og litteraturkritiker
- Hjalmar Havelund, dansk journalist og forfatter
- Hjalmar Johansen, norsk gymnast og polarforsker
- Hjalmar Rechnitzer, dansk søofficer
- Hjalmar Riiser-Larsen, norsk flypioner og opdagelsesrejsende
- Hjalmar Schacht, tysk økonom og økonomiminister
- Hjalmar Söderberg, svensk forfatter